# Vitalogy
Vitalogy är ett musikalbum av Pearl Jam som gavs ut den 22 november 1994. Det är producerad av Brendan O'Brien och Pearl Jam, och har som några av deras tidigare och senare album ett mycket specifikt fodralinnehåll. Skivan gavs ut på vinyl ett par veckor innan CD-versionen. Trots detta sålde skivan i 850 000 exemplar (på CD) under första veckan bara i USA.
Albumet blev nummer ett på Billboardlistan och nummer fyra på den brittiska albumlistan. Det har i USA sålt 5x platina. Sex singlar släpptes från albumet, "Spin the Black Circle", "Tremor Christ", "Not for You", "Immortality", "Corduroy" och "Better Man".
Låten "Spin the Black Circle" vann 1996 en grammy i kategorin Best Hard Rock Performance. Något som medlemmarna i Pearl Jam inte blev särskilt imponerade av, då Eddie Vedder under tacktalet hånade Grammy Award.

## Låtlista
Sida ett
1. "Last Exit" - 2:54
2. "Spin the Black Circle" - 2:47
3. "Not for You" - 5:52
4. "Tremor Christ" - 4:12

Sida två
1. "Nothingman" - 4:35
2. "Whipping" - 2:34
3. "Pry, To" - 1:03
4. "Corduroy" - 4:37

Sida tre
1. "Bugs" - 2:44
2. "Satan's Bed" - 3:30
3. "Better Man" - 4:28
4. "Aye Davanita" - 2:57

Sida fyra
1. "Immortality" - 5:28
2. "Hey Foxymophandlemama, That's Me" - 7:43